# Catherine Scorsese
Catherine Scorsese, nascida Catherine Cappa  (Manhattan, 16 de Abril de 1912 – Manhattan, 06 de Janeiro de 1997)  foi uma atriz de cinema ítalo-americana e mãe do premiado diretor de cinema Martin Scorsese.

## Biografia
De ascendência italiana, Catherine Cappa era filha de Domenica e Martin Cappa, seu pai era coordenador de palco e sua mãe era dona de uma loja. Em 1933 se casou com Charles Scorsese, com quem teve os filhos Frank Scorsese e  Martin Scorsese. Catherine Scorsese fez participações em diversos filmes do filho Martin Scorsese e também atuou em filmes que não foram dirigidos pelo seu filho como Tudo por Uma Herança (do diretor James Signorelli),  Os Muppets conquistam Nova York (do diretor Frank Oz), Feitiço da Lua (do diretor  Norman Jewison), O Poderoso Chefão Parte III (do diretor Francis Ford Coppola) entre outros.

## Filmografia
- It's Not Just You, Murray! (1964)
- Who's That Knocking at My Door (1967)
- Caminhos Perigosos (1973)
- Italianamerican (1974)
- O Rei da Comédia (1983)
- Tudo por Uma Herança (1983)
- Os Muppets conquistam Nova York (1984)
- Depois de Horas (1985)
- A Cor do Dinheiro (1986)
- Wise Guys (1986)
- Feitiço da Lua (1987)
- Os Bons Companheiros (1990)
- O Poderoso Chefão Parte III
- Cabo do Medo (1991)
- A Época da Inocência (1993)
- Men Lie (1994)
- Cassino (1995)

## Ver Também
- Martin Scorsese
- Charles Scorsese